# The Lakes (pjesma Taylor Swift)
"The Lakes" je pjesma američke kantautorice Taylor Swift s njenog osmog studijskog albuma, Folklore (2022.). Napisali i producirali Swift i Jack Antonoff, "The Lakes" je indie balada srednjeg tempa, postavljena uz akustičnu gitaru i gudače, s temama introspekcije i eskapizma koji se odražavaju na Swiftino poluumirovljenje u Windermereu, najvećem prirodnom jezeru u Engleskoj.
Po izlasku, "The Lakes" je dobio univerzalno priznanje glazbenih kritičara, s komplimentima za njegove sofisticirane, poetične tekstove i melankolične instrumentale; mnogi su je proglasili vrhuncem folklora i jednom od najboljih pjesama Swiftove diskografije. Pjesma je debitirala u Top 10 kanadske ljestvice prodaje digitalnih pjesama i američke ljestvice prodaje digitalnih pjesama; drugdje je dostigao 21. mjesto u Škotskoj i na ljestvici preuzimanja singlova u Velikoj Britaniji te 27. mjesto u Mađarskoj.

## Pozadina
Dana 23. srpnja 2020., američka kantautorica Taylor Swift objavila je, putem svojih računa na društvenim mrežama, da će njezin osmi studijski album, Folklore, izaći u ponoć tog istog dana, te je otkrila njegov popis pjesama, gdje je jedina bonus pjesma na albumu deluxe izdanje, nosilo je naslov "The Lakes". Sve pjesme sa albuma Swift je zamislila kao slike i vizualne elemente, rezultat svoje mašte koja je "divljala" dok se izolirala tijekom pandemije COVID-19.
Orkestralna verzija pjesme "The Lakes", koja je izvorni demo, objavljena je kao promotivni singl od strane Republic Recordsa 24. srpnja 2021., u znak sjećanja na prvu godišnjicu Folklora. 7-inčni singlovi "The Lakes" ekskluzivno su se prodavali u nezavisnim prodavaonicama ploča 23. travnja 2022., kao dio izdanja ograničenog izdanja vinila Record Store Day 2022.
Na koncertu 2. lipnja 2023. u Chicagu u sklopu turneje "The Eras Tour", Swift je izvela "The Lakes" kao "pjesmu iznenađenja".

## Zasluge
- Taylor Swift – vokal, tekstopisac, producent
- Jack Antonoff – producent, tekstopisac, snimatelj, bubnjevi uživo, udaraljke uživo, programiranje bubnjeva, električna gitara, klavijature, klavir, prateći vokali
- Evan Smith – saksofon, klarinet, flauta, klavijature, bas
- Bobby Hawk – gudači
- Mike Williams – inženjer snimanja
- John Gautier – inženjer snimanja
- Jonathan Low – inženjer miksanja
- Laura Sisk – vokalna inženjerka
- Randy Merrill – master inženjer

## Ljestvice
| Ljestvice              | Najviša pozicija |
| ---------------------- | ---------------- |
| Australija             | 7                |
| Irska                  | 52               |
| Kanada                 | 9                |
| Mađarska               | 27               |
| Novi Zeland            | 13               |
| SAD                    | 5                |
| Škotska                | 21               |
| Ujedinjeno Kraljevstvo | 21               |